# Ramón Osorio y Carvajal
Ramón Osorio y Carvajal (1914 - 1988) fue un médico, escritor y político mexicano, nacido en Valladolid, Yucatán y fallecido en la ciudad de Mérida. Fue, entre otros cargos públicos, diputado federal a la XLII Legislatura del Congreso de la Unión en México. Fue también senador de la república en 1967, cargo al que accedió a la muerte del senador propietario Rafael Matos Escobedo.

## Datos biográficos
Estudió medicina en la Facultad de Medicina de la Universidad e Yucatán, especializándose en cancerología en Cuba en 1946 y en ginecología en Nuevo Orleans. Fue director de la Facultad de Medicina donde había estudiado en 1943. Ejerció su profesión durante muchos años pero se orientó a la actividad política durante el sexenio de Adolfo Ruiz Cortines llegando a ser diputado federal. Fue senador cuando Rafael Matos Escobedo falleció en 1967, siendo el doctor Osorio y Carvajal suplente del cargo. Al final de su carrera fue jefe del servicio médico del Instituto Nacional de la Senectud.

## Obra
Publicó varios libros, entre los cuales:
- La conjura de Martín Cortés y otros sucesos de la colonia
- Cartas a mis hijos
- Problemas de la angustia
- Extrema angustia
- Cartas a un político
- Juárez, restaurador de la república

## Reconocimientos
- 1953. La condecoración de la "Orden Nacional de Mérito Carlos J. Finlay" en el grado de Gran Comendador, que le otorgó el gobierno de la República de Cuba.[3]
- 1982. Le fue entregada la Medalla Eligio Ancona en mérito a su aportación cultural al estado de Yucatán.